# Recreo (Catamarca)
Recreo e uma cidade localizada no sudeste da província de Catamarca, na Argentina. É a capital do departamento La Paz.
Tem uma população de 14.204 habitantes segundo estimativas para 2007, e esta posicionado como a quinta cidade mais populosa da província[carece de fontes?].